# 仙游县第三中学

仙游县第三中学的校徽

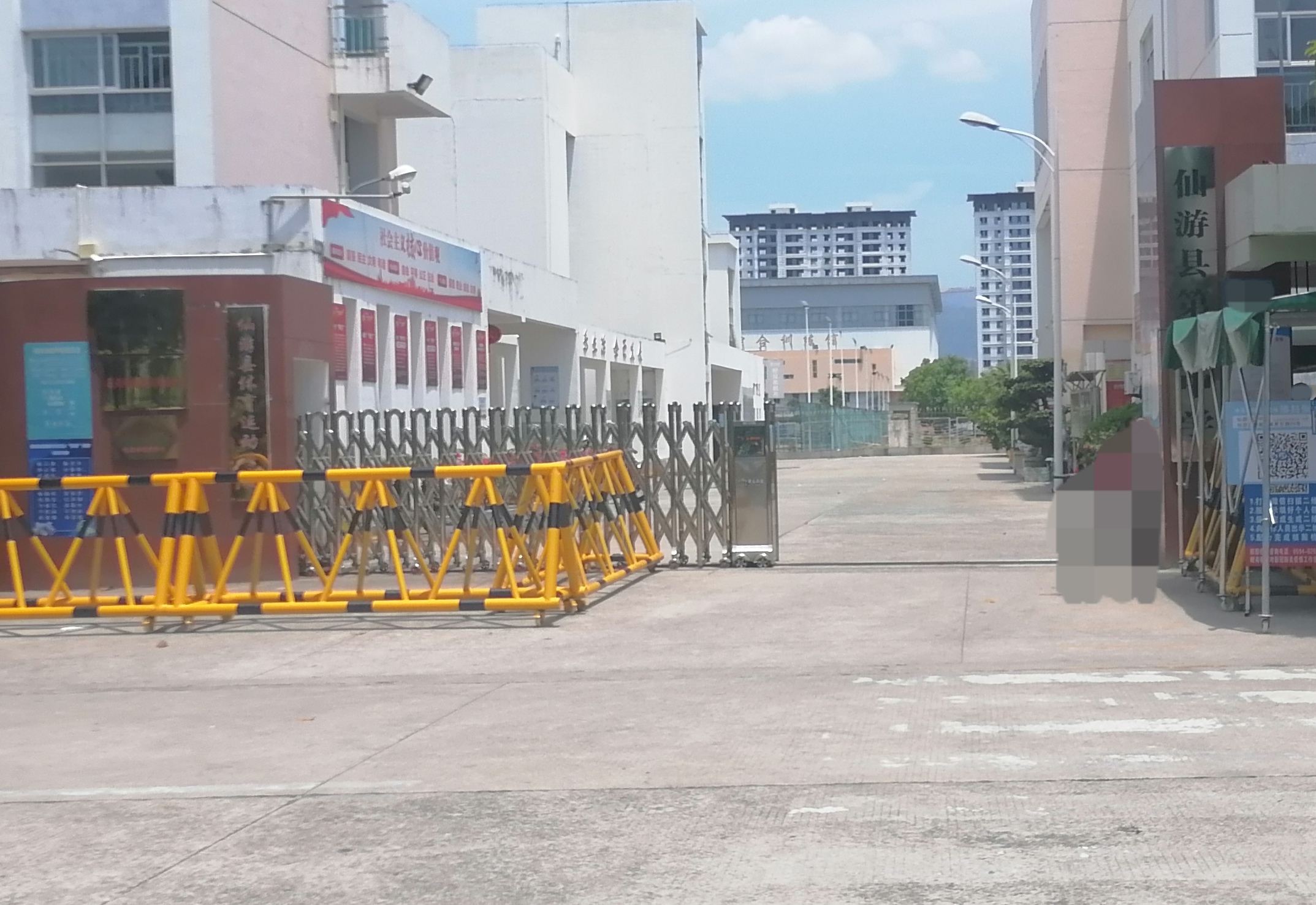
仙游县第三中学校门口

仙游县第三中学是中国福建省莆田市仙游县的九年一贯制学校，其前身是仙游县友谊学校。2020年，仙游县整合了原仙游县友谊学校，成立了仙游县第三中学。
仙游县友谊学校由当时的仙游县体委和仙游县教育局创立于1978年，原校址在仙游县人民体育场东南侧。其在各类体育比赛中取得了一些成绩。2020年，其被整合为仙游县第三中学。校长兰希元。

## 历史

### 沿革
1978年，仙游县体委和仙游县教育局在当时的仙游县人民体育场东南侧成立了仙游县友谊学校以培养体育人才。其分为少儿体育、初中体育专业班，1981年增设了高中体育专业班。该学校同时教授文化基础课和体育专业课。
后续，仙游县友谊学校开始招收非体育生，成为了一所融学前教育、义务教育、职业教育、普通教育为一体的特色学校。
2010年春季学期，仙游县友谊学校从人民体育场搬迁至位于鲤南镇的现址。
2020年，仙游县友谊学校被整合为仙游县第三中学。

### 校长
以下列出仙游县第三中学及前仙游县友谊学校目前已知的校长名单及任职时间。
| 学校           | 校长   | 任职时间  |
| -------------- | ------ | --------- |
| 仙游县友谊学校 | ？     | ？        |
| 仙游县友谊学校 | 石银行 | 1991-1992 |
| 仙游县友谊学校 | ？     |           |
| 仙游县友谊学校 | 胡振征 | ?-2010    |
| 仙游县友谊学校 | 刘元顺 | 2010-?    |
| 仙游县友谊学校 | 郑春海 | ?-2014    |
| 仙游县友谊学校 | 兰希元 | 2014-2020 |
| 仙游县第三中学 | 兰希元 | 2020-今   |

## 环境
仙游县第三中学于2010年搬迁至新校区。新校区占地面积约60亩（合4万平方米），有两幢教学楼共32间教室，并配备有多媒体教室、生化和物理实验室等；有一幢学生宿舍楼，共计108间宿舍；有一幢食堂及礼堂（位于同一幢楼内）。

## 校友
仙游县第三中学的前身——仙游县友谊学校作为一个体校，为当地培养出了许多体育人才，现列举部分如下：
- 陈泽斌：第十届亚运会十项全能冠军和第七届亚洲田径锦标赛十项全能亚军，被誉为“亚洲铁人”。[12]
- 王慧玲：全国武术(甲级队)比赛女子南拳冠军，被称为“南拳女王”。[12]
- 林桑：1993年进入中国国家队，曾创造世界纪录，并获得“女子射箭运动健将”称号。[13]